# Ernst I van Saksen-Altenburg
Ernst Frederik Paul George Nicolaas (Hildburghausen, 16 september 1826 – Altenburg, 7 februari 1908) was van 1853 tot 1908 hertog van Saksen-Altenburg. Hij was de zoon van hertog George en Marie Louise Frederika van Mecklenburg-Schwerin, zuster van groothertog Paul Frederik.
Hij volgde zijn vader na diens dood op 3 augustus 1853 op als hertog. Onder zijn bewind werd de in 1848 geliberaliseerde wet weer grotendeels in reactionaire zin gewijzigd, zo werden het recht van initiatief van de landdag en de juryrechtspraak afgeschaft. Hij draaide in 1855 tegen de wil van de landdag bij hertogelijk besluit de kieswet van 1850 terug en stelde in 1857 een nieuwe wet in.
Hij sloot in 1862 een militaire conventie met Pruisen en trad in 1866 toe tot de Noord-Duitse Bond. In 1868 werden de domaniale goederen volledig van de staatseigendommen afgescheiden en in 1873 tot Ernsts privé-eigendom verklaard. Na een vernieuwd verdrag streden zijn troepen in 1870/1871 in de Frans-Pruisische Oorlog en nam hij deel aan het Duitse Keizerrijk. Door de gunstige financiële situatie van het hertogdom konden de belastingen aanzienlijk verlaagd worden en in 1869 werd de kieswet van 1850 heringevoerd.

## Huwelijk en kinderen
Ernst huwde op 28 april 1853 te Dessau met Agnes van Anhalt-Dessau, dochter van Leopold IV van Anhalt. Daar hij zijn dochter Marie (1854-1898, gehuwd met Albert van Pruisen) en zoon George (1856) beiden overleefde, werd hij na zijn dood op 7 februari 1908 opgevolgd door zijn neef Ernst II.